# المفضل بن عمر الجعفي
المفضل بن عمر الجعفي وهو من اصحاب الإمام الصادق والإمام الباقر والإمام الرضا، وذكرت بعض الروايات أنه أدرك الإمام الجواد أيضاً. لقد روى المفضل كثيراً من الروايات عن الائمة عند الشيعة، ويعتبر من الرواة الموثقين الكبار، له منزلة عظيمة عند الشيعة وعند الائمة، كما كان ينوب عنهما في استلام الحقوق الشرعية وصرفها في مورادها.

## حياته
لم تحدد المصادر سنه ولادته ومكانه وهو من أعلام القرن الثاني هـ والارجح ولادته في اواخر القرن الأول، اما ولادته فالاظهر انه ولد في الكوفة.

## وفاته
توفي بعد أن ناهز عمره ثمانين عاماً. ولما نعي المفضل عند الإمام الرضا قال (لقد نال المفضل الرَوحَ والراحة )

## الجرح والتعديل

### الجرح
ابن الغضائري:«ضعيف، متهافت، مرتفع القول، خطابي، وقد زيد عليه شىء كثير، وحمل الغلاة في حديثه حملا عظيما. ولا يجوز أن يكتب حديثه.»
النجاشي:«فاسد المذهب، مضطرب الرواية، لا يعبأ به. وقيل إنه كان خطابيا. وقد ذكرت له مصنفات لا يعول عليها»
ابن المطهر الحلي:«فاسد المذهب، مضطرب الرواية، لا يعبأ به، متهافت، مرتفع القول، خطابي، وقد زيد عليه شئ كثير، وحمل الغلاة في حديثه حملا عظيما، ولا يجوز ان يكتب حديثه»
ابو القاسم بن محمد النراقي:«والحقّ هذا(يعني التضعيف) ،و الأخبار الدالَّة على مدحه في سندها ضعف.»
ابن داود الحلي:«ضعيف متهافت خطابي»

### التعديل
- الكشي:«روى له  مدحا بليغا يقتضى جلالته ووكالته وثقته.» إلا انه روى روايات ذامة ولكنها ضعيفة[12]
- الطوسي:«من قوام الأئمة عليهم السلام من المحمودين الذين مضوا على منهاجهم»[13]
- المفيد:«من خاصة أبي عبد الله عليه السلام وبطانته، وثقاته الفقهاء الصالحين.»[14]
- المامقاني:«فتلخص مما ذكرنا كله أن الرجل صحيح الاعتقاد ثقة جليل»[12]
- المجلسي: «بل يظهر من الأخبار الكثيرة علو قدرهما وجلالتهما»[15]
- ابن شهر آشوب:«من خواص أصحاب الصادق عليه السلام»[16]
- علي النماري:«ويظهر وله عظم شأن المفضل وجلالته وقوة إيمانه»[17]
- أبو علي الحائري:«وممّا يدلّ على عدم غلوّه بل وجلالته ووثاقته كونه من وكلاء الكاظم  والصادق  مدّة مديدة ومن خدّامهما كما يظهر بالتتبّع ظهوراً لا يبقى معه ريب، فلو كان غالياً لما رضيا  بذلك»[18]
- الخوئي:«والنتيجة أن المفضل بن عمر جليل، ثقة، والله العالم»[19]
- محمد التستري:«وكتابه المعروف بتوحيد المفضل، الذي عبر عنه النجاشي بقوله: " كتاب فكر " أقوى شاهد عملي على استقامته، فإنه يقهر كل ملحد على أن يكون موحدا وبالجملة: الحق كون مدحه محققا وقدحه غير محقق.»[20]
- حسين النوري الطبرسي:«وعندنا تبعا لجملة من المحققين، من أجلاء الرواة، وثقات الأئمة الهداة عليهم‌ السلام»[21]

## مؤلفاته
- توحيد المفضل
- كتاب الوصية
- اليوم والليلة
- علل الشرائع
- الأهليلجية[22]